# Keep On Playing
『Keep On Playing』（キープ・オン・プレイング）は、2006年9月20日に発売されたSHŌGUNのアルバム。

## 概要
大谷和夫の存命中に制作された最後のアルバム。新曲に加え、過去の曲のリメイクも多く収録されている。

## 収録曲
| 全編曲: 大谷和夫。 |                          |                    |                    |
| #                  | タイトル                 | 作詞               | 作曲               |
| 1.                 | 「Bad City」             | ケーシー・ランキン | ケーシー・ランキン |
| 2.                 | 「That's All I Can Do」  | Kane Tominaga      | 芳野藤丸           |
| 3.                 | 「You Turn Me On」       | ケーシー・ランキン | 芳野藤丸           |
| 4.                 | 「Breath Of Spring」     | Yukiko Komoto      | 大谷和夫           |
| 5.                 | 「軽く、エスケープ」     | 井辺清             | 芳野藤丸           |
| 6.                 | 「Otokotachi-No Melody」 | 喜多条忠           | ケーシー・ランキン |
| 7.                 | 「Love Or Hate」         | Yukiko Komoto      | 長岡道夫           |
| 8.                 | 「Summer's Love Song」   | Yukiko Komoto      | 大谷和夫           |
| 9.                 | 「September Rain」       | Yukiko Komoto      | 大谷和夫           |
| 10.                | 「Lonely Man」           | ケーシー・ランキン | 大谷和夫、芳野藤丸 |
| 11.                | 「男達のメロディー」     | 喜多条忠           | ケーシー・ランキン |

## 曲解説
1. Bad City
1979年にシングルで発表した曲のリメイク。1997年のシングル、前作『SHŌGUN 2002』に続く3度目のリメイクとなる。
2. That's All I Can Do
3. You Turn Me On
1stアルバム『SHŌGUN』に収録された曲のリメイク。
4. Breath Of Spring
5. 軽く、エスケープ
6. Otokotachi-No Melody
デビュー曲のリメイク。初めて英語詞でレコーディングされた。
7. Love Or Hate
8. Summer's Love Song
9. September Rain
10. Lonely Man
1979年にシングルで発表した曲のリメイク。1997年のシングルに続く2度目のリメイクとなる。
11. 男達のメロディー
デビュー曲のリメイク。こちらは日本語詞で歌われている。